# 敢问路在何方 (歌曲)
《敢问路在何方》，是1986年中国上映电视剧《西游记》的片尾曲，由阎肃作词、许镜清作曲，张暴默首唱 ，第11集后由蒋大为演唱。

## 创作及采用历程
《敢问路在何方》先有词后有曲。据作词者阎肃的儿子阎宇忆述，阎肃当时一口气写好了由“你挑着担、我牵着马”到“踏平坎坷成大道”的歌词，这时突然卡住了，只好在房子里来回踱步。阎宇目睹此一情景，便跟父亲说：“你在地毯上都走出一条道了。”阎肃由此想到鲁迅小说作品《故乡》的“地上本没有路，走的人多了就成了路”这话，便创作了“敢问路在何方，路在脚下”的一句歌词。
1983年春天，中国中央电视台音乐编辑王文华联络作曲家许镜清，请他为电视剧《西游记》创作音乐；同年中旬，剧组把阎肃写好的词交给许镜清，于是许镜清开始作曲。据许镜清忆述，他有天乘公交车上班的时候看到路旁贩商为生计奔驰，顿生感概，这时灵光一现而想出“一番番春秋冬夏，一场场酸甜苦辣”一句歌词的旋律，下车后立刻把旋律记在烟盒上，随后用半个多小时完成余下的部分，两天后稍作修订，便把曲调完成了。
《西游记》剧组本来打算把《敢问路在何方》用作电视剧其中一集的备用片尾曲，便计划找一位男歌唱家来演唱；但剧组又想到，片尾曲不宜与片头曲同样由男歌唱家唱出，于是改为找女歌唱家张暴默首唱；1984年11月，《敢问路在何方》在北京录音。当时，外界反应并不理想，有领导要求剧组撤下此曲，亦有报章发文批评。许镜清在1984年12月把《敢问路在何方》的曲谱寄到《天津歌声》杂志，也不获刊登。有意见批评此曲过度使用電子樂器，太像西洋音乐，且没有时代感，损害了中国四大名著的形象。不过，《西游记》导演杨洁力排众议，坚持在剧中采用此曲。
《西游记》试播后，杨洁决定把《敢问路在何方》定为唯一的片尾曲，但想换成男声；杨洁寻找演员试音，期间碰巧遇上了蒋大为，最终安排他演唱。录音期间，许镜清多次监棚，点出了蒋大为演唱时在音高、音准、气息、节奏方面的问题，期间蒋大为曾在许镜清的要求下重录。在电视台台长的意见下，《西游记》采用蒋大为演唱的新版本；张暴默对此感到不满，为此先后致电许镜清与杨洁。

## 音乐特色
《敢问路在何方》的音乐形式为带再现的单二部曲式，采用七声音阶，节拍为4/4拍，旋律洗炼、简洁、流暢。曲中大量使用电子乐器，以表达《西游记》主角孙悟空腾云驾雾的形象，例如开首处便出现了电子鼓的声响。歌曲开首有10小节的前奏曲，从第5小节开始有固定音型。歌词描写《西游记》小说中唐僧师徒一路面对险阻、前进取经的过程。其中，“一番番春秋冬夏，一场场酸甜苦辣”此两句歌词为全曲中心与高潮。

## 影响

### 公众反响
随着电视剧《西游记》上映，《敢问路在何方》成为了中国大陆家喻户晓的歌曲。在演唱此曲后，蒋大为的知名度有所上升。此曲与《西游记》的其他音乐作品也是许镜清的成名作。

### 衍生作品
2011年上映的新版《西遊記》电视剧采用《敢问路在何方》为主题曲，由歌手刀郎翻唱，并制作音乐录像；电视剧导演张纪中指他已购买了原曲的版权。
2024年8月，游戏《黑神话：悟空》改编《敢问路在何方》作为游戏第一次通關後的片尾曲，该版本由八零八二音频工作室（简称8082Audio）团队制作，杨洪基和杨恩硕演唱。

### 谭维维翻唱
2019年央视中秋晚会，谭维维改编翻唱《敢问路在何方》，许镜清于9月14日质疑谭维维擅自改编，并没有经过本人授权，且歪曲作品风格和本意，不是尊重版权的行为。

## 版权费问题
据许镜清指出，蒋大为经常在演出上演唱《敢问路在何方》，每次的出场费为25万人民币，但许镜清几乎没有收到版权费；有律师提出协助许镜清以法律方法保护版权，但他没有接受，希望先联系蒋大为私下解决事件。

## 注解
1. ↑  许镜清在2017年的一次访问中提到，这位男歌唱家是吴雁泽[1]。但是，许镜清在2012年曾经接受访问，间接提到这人是吴雁泽以外的另一位男歌唱家[3]。两个说法之间存在矛盾。